# Przerąb

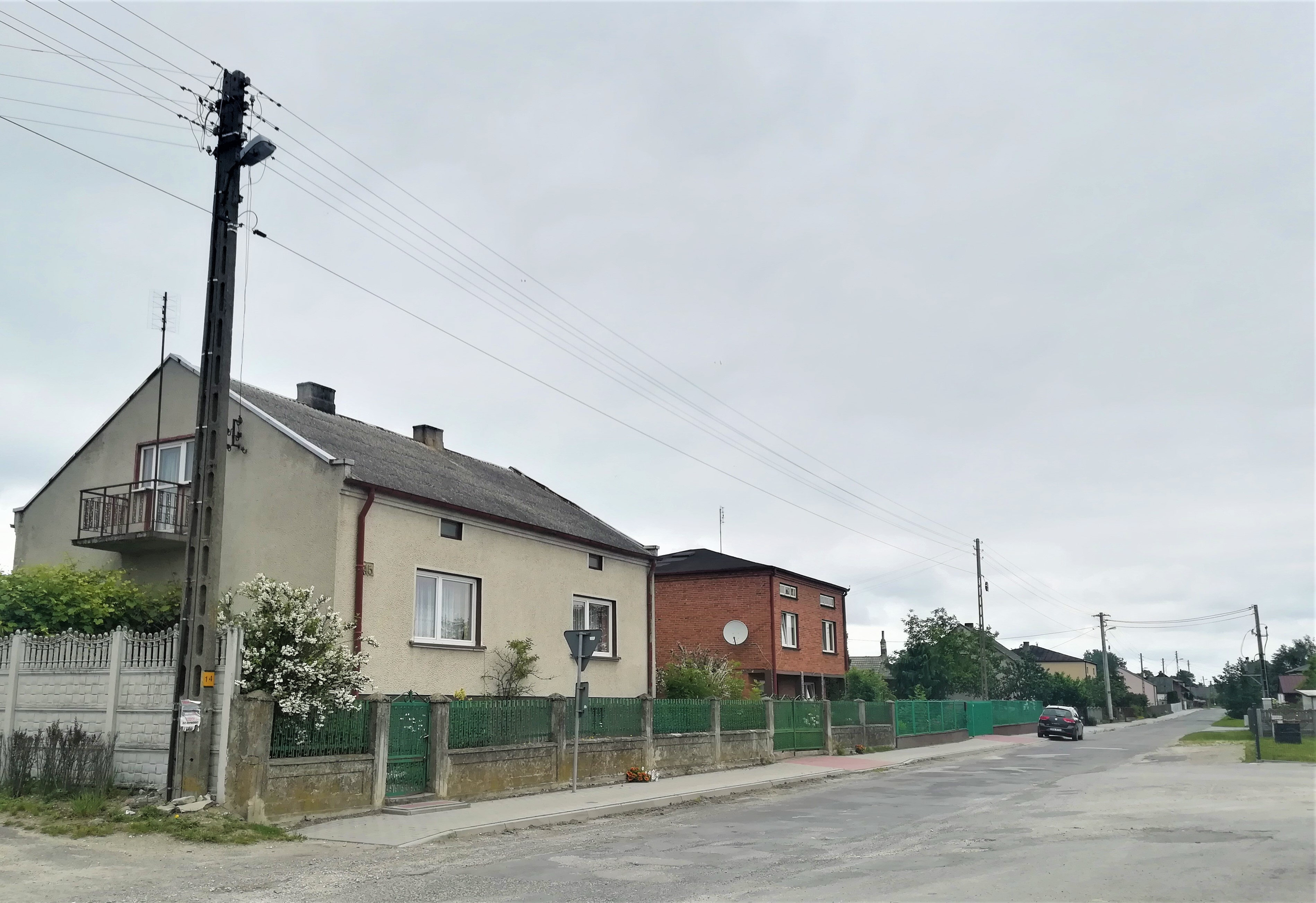
Fragment zabudowy wsi

Przerąb – wieś (dawniej miasto) w Polsce, położona w województwie łódzkim, w powiecie radomszczańskim, w gminie Masłowice.
Przerąb uzyskał lokację miejską  przed 1791 rokiem, zdegradowany przed 1830 rokiem. Do 1954 roku istniała gmina Przerąb. W latach 1954-1972 wieś była siedzibągromady Przerąb. W latach 1975–1998 miejscowość gminna, administracyjnie należała do województwa piotrkowskiego.

## Geografia
Przerąb w stosunku do sąsiednich wsi jest położona w dolinie. Wieś graniczy z następującymi miejscowościami:
- Bartodzieje (od północy)
- Krery (od wschodu)
- Kolonia Przerąb (od wschodu)
- Huta Przerębska (przez las od południa)
- Wola Przerębska (od zachodu)
- Żencin (od zachodu)
- Kolonia Wola Przerębska (od zachodu)

## Części wsi
| SIMC    | Nazwa | Rodzaj    |
| ------- | ----- | --------- |
| 1040852 | Piła  | część wsi |

## Historia i zabytki

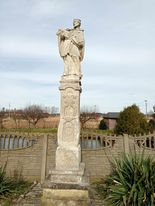
Posąg Świętego Jana Nepomucena z 1777 roku

Około 1000 roku powstała mała osada, która po około 200 latach otrzymała prawa miejskie, by w późniejszym czasie je utracić. Wieś i dobra przerębskie (majątek) były własnością od XVI wieku szlacheckiej rodziny Przerębskich herbu Nowina. Około roku 1700 w Przerębie był rozwinięty handel kupiecki, a miejscowość posiadała targ okresowy raz do roku. Targ odbył się rzekomo tylko 2 razy ze względu na to, że miejscowość była położona niezbyt korzystnie. W latach 1780–1794 Przerąb posiadał prawa miejskie. Miasto miało w tym czasie zaledwie 170 mieszkańców.
We wsi znajduje się zabytkowy kościół parafialny pod wezwaniem św. Rozalii z Palermo. Kościół ten był wcześniej magazynem zbożowym. Dopiero po II wojnie światowej został wyświęcony i ksiądz ze wsi Rzejowice przyjeżdżał raz na dwa tygodnie odprawiać mszę. Potem, gdy jeszcze nie wybudowano przykościelnej plebanii, ksiądz wynajmował mieszkanie u swoich parafian. Obok kościoła wznosi się dzwonnica z zabytkowym dzwonem. Do kościoła należy również cmentarz leżący na obrzeżach wsi Wola Przerębska.
W Przerąbie znajduje się zabytkowy posąg Świętego Jana Nepomucena z 1777 roku.
26 września 1944 roku grupa wypadowa 3 Brygady Armii Ludowej im. gen. Bema pod dowództwem Stanisława Koseli ps. "Zimny" zniszczyła w miejscowości okupacyjny urząd gminny paląc listy podatkowe i kontyngentowe.

## Zabytki
Według rejestru zabytków Narodowego Instytutu Dziedzictwa na listę zabytków wpisany jest obiekt:
- ruiny zamku, nr rej.: 10/46 z 29.05.1946

## Komunikacja i transport
We wsi znajduje się końcowa i początkowa stacja autobusów PKS z Radomska.

## Ciekawostki
Co roku, 11 sierpnia przez tę wieś i okolice przechodzi Warszawska Akademicka Pielgrzymka Metropolitalna i tu też nocuje.

## Strój ludowy
Strój ludowy kobiety to przepaska pięciokolorowa (ciemnozielony, fioletowy, żółty, czerwony, jasnozielony), fioletowa spódnica, biała koszula. Mężczyzny - biała koszula, brązowe spodnie.